# Wonséaly
Wonséaly est une localité située au sud-ouest de la Côte d'Ivoire dans la Sous préfecture de Buyo et appartenant au département de Soubré, dans la Région de la Nawa.
La localité de Wonséaly est un chef-lieu de commune.